# Mount Michael (Südliche Sandwichinseln)
Der Mount Michael ist der zentrale, aktive und 805 m (nach anderen Angaben 843 m) hohe Vulkan von Saunders Island im Archipel der Südlichen Sandwichinseln.
Der britische Seefahrer James Cook entdeckte Saunders Island im Jahr 1775. Die erste Kartierung des Bergs geht vermutlich auf Fabian Gottlieb von Bellingshausen im Jahr 1820 zurück. Wissenschaftler der britischen Discovery Investigations nahmen 1930 Vermessungen sowie die Benennung vor. Namensgeber ist Michael John de Courcy Carey (* 1916), Sohn von Commander William Melvin Carey (1887–1933), des Kapitäns der RRS Discovery II zum Zeitpunkt der Vermessungen.
Im Jahr 2019 konnten britische Wissenschaftler anhand von Satellitenfotos nachweisen, dass sich im Krater des Mount Michael ein Lavasee befindet. Im November 2022 erreichte eine Expedition des University College London unter der Leitung der Geowissenschaftlerin Emma Nicholson den Gipfel des Vulkans und konnte die Existenz des Lavasees bestätigen.